# Richard With
Pour les articles homonymes, voir With.
Richard Bernhard With, né le 18 septembre 1846 à Tromsø et mort le 9 février 1930 à Kristiania, est un officier de marine, homme d'affaires et homme politique norvégien du Parti libéral de gauche. Il est connu comme le fondateur des compagnies maritimes Vesteraalens Dampskibsselskab et Hurtigruten.

## Biographie
Richard Bernhard With est né à Tromsø, en Norvège. Il est le fils du capitaine de navire Sivert Regnor With (1810-1897) et de son épouse Anne Bergitte Dahl (1814-vers 1875). Son père, d'origine néerlandaise, est un pionnier de la navigation depuis Tromsø. With passe l'examen de second à Trondheim en 1864 et navigue durant huit ans.
En 1873, il s'installe à Risøyhamn comme marchand. En septembre de la même année, il épouse Oline Sophie Wennberg (1844-1878) à Andenes. Le couple aura une fille, Nanna With, en 1874. Après le décès de sa première femme, il épouse sa sœur, Augusta Septimia Wennberg (1847-1938),. 
Richard With, conscient du besoin croissant de transport dans la région de Troms, notamment en raison de l'importante pêche au hareng, est l'instigateur de la création du service de ferry Vesteraalens Dampskibsselskab en 1881. Deux nouveaux navires sont acquis dans les années 1880 : le SS Lofoten est construit et le SS Fiskeren est acheté. Des routes commerciales sont établies entre les Lofoten, Vesterålen et Senja au nord et Bergen au sud.
En 1891, With lance l'idée d'établir une ligne de transport de passagers toute l'année le long des côtes norvégiennes. En 1893, le Parlement norvégien accepte la proposition du gouvernement de financer la ligne – Hurtigruten – à hauteur de 70 000 couronnes. La ligne Trondheim – Hammerfest (en été : Trondheim – Tromsø) serait assurée chaque semaine, et le SS Vesteraalen est le premier navire à prendre la mer le 2 juillet 1893. 
With prend sa retraite de capitaine de navire en 1894 et devient PDG de Vesteraalens Dampskibsselskab. Il le reste jusqu'en 1909,. À partir de 1896, Vesteraalens Dampskibsselskab utilise le SS Lofoten pour une ligne de passagers entre Hammerfest et Adventfjorden. Le capitaine en est l'explorateur polaire Otto Sverdrup, et cette ligne propulse la croissance d'une société moderne dans l' archipel du Svalbard. En 1908, With participe à la création de la Norwegian America Line (en). Lors de sa création en 1910, il est vice-président du conseil d'administration.
Il s'implique dans la politique locale. Il est député au Parlement norvégien pour la circonscription de Vesteraalen de 1910 à 1912. Il reste ensuite à Kristiania (aujourd'hui Oslo) et y vit jusqu'à sa mort en février 1930. En 1896, il est fait chevalier de 1re classe de l'Ordre royal norvégien de Saint-Olaf. Il était l'un des dirigeants de la Nordlendingenes Forening, une association d'anciens résidents des comtés de Nordland, Troms et Finnmark, dans le nord de la Norvège. Il reçoit la médaille Petter-Dass lors du cinquantième anniversaire de l'association en 1912,. 

## Hommages
Son nom a été utilisé pour deux navires Hurtigruten : le SS Richard With (1909) et le MS Richard With (1993, toujours en activité, 2025). À Tromsø, une place porte son nom, ainsi que des routes (Richard Withs gate ou Richard Withs vei) à Andenes, Trondheim, Bodø, Sandnessjøen et Vardø.

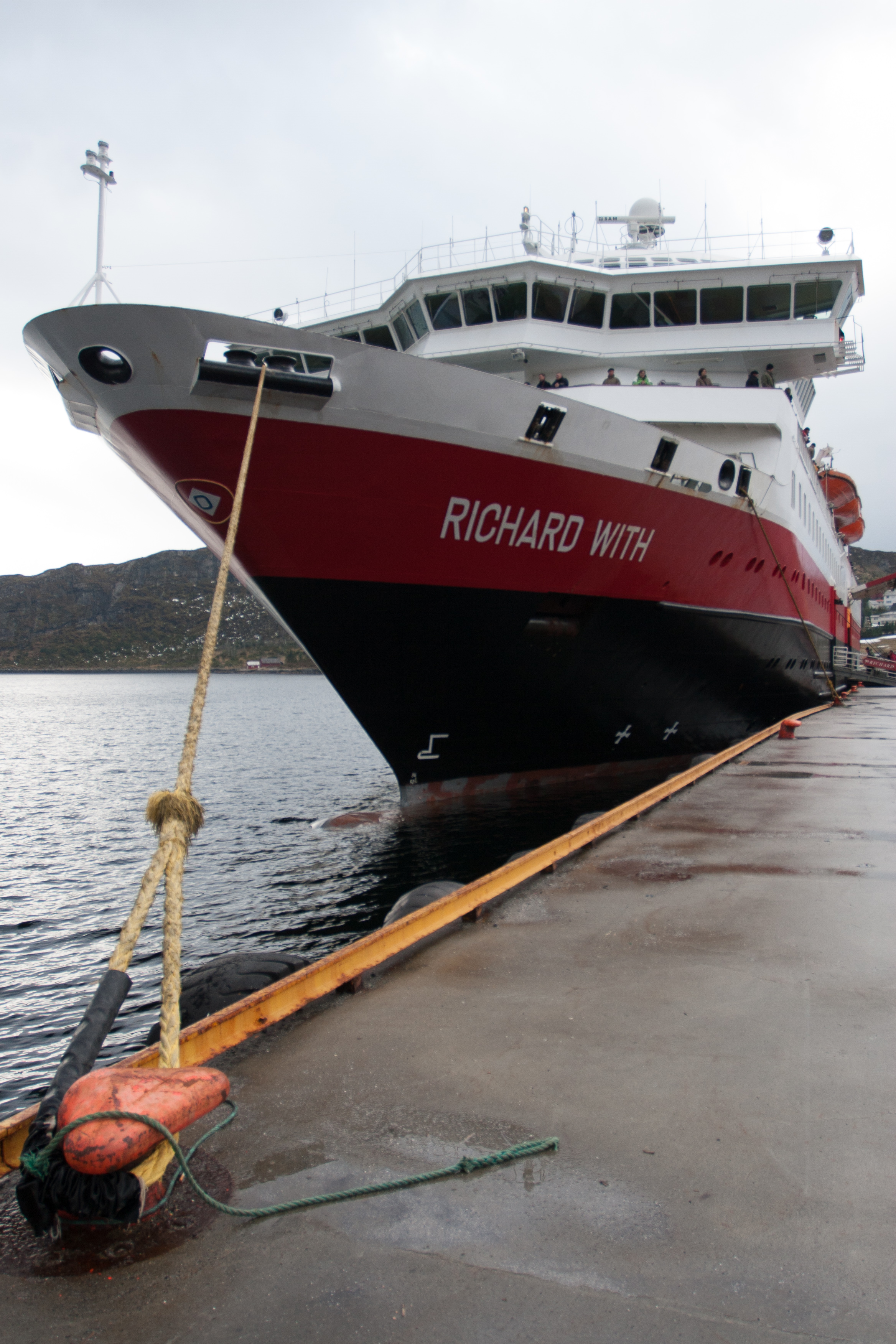
Le MS Richard With.
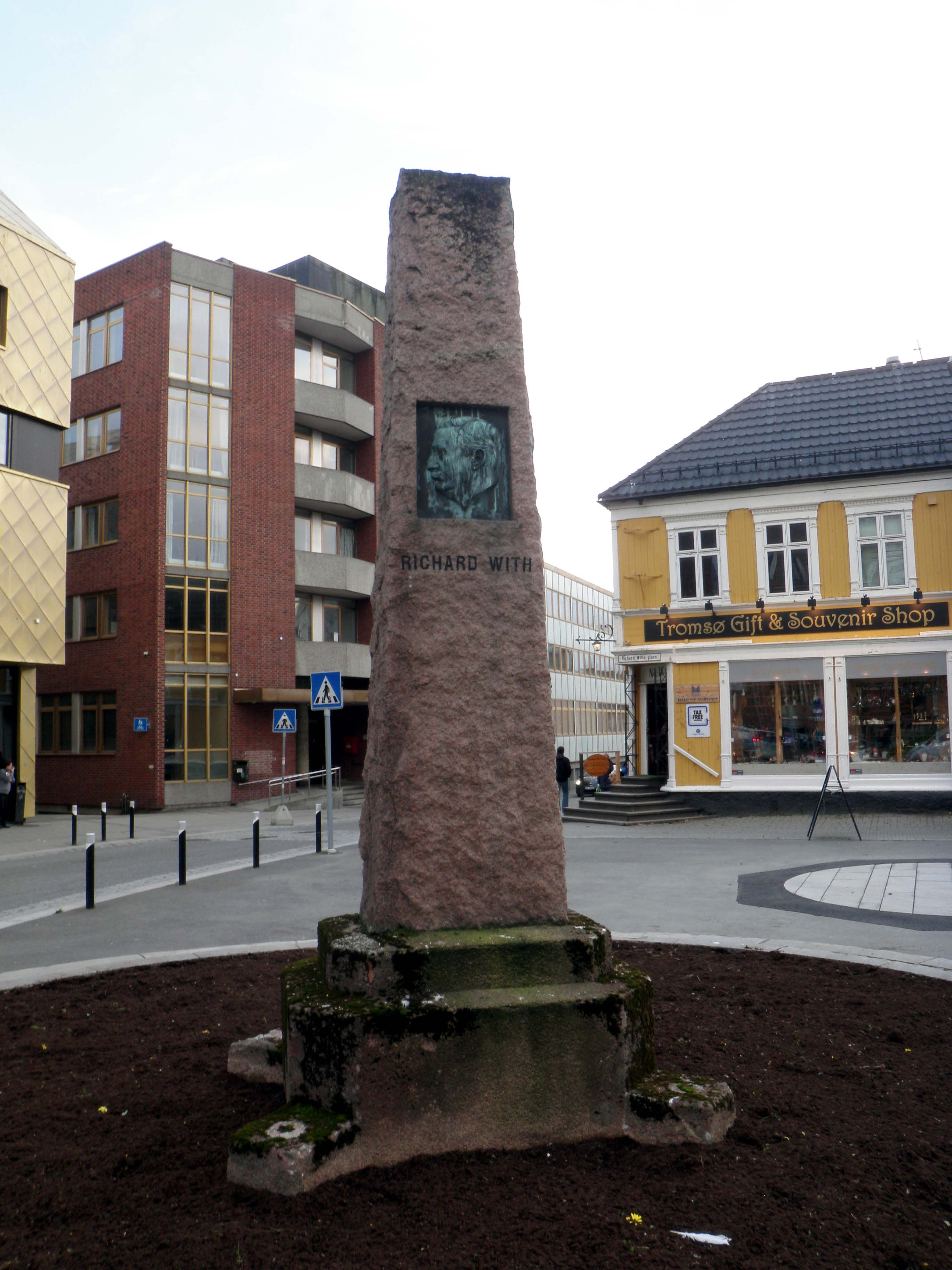
Monument en l'honneur de Richard With à Tromsø.